# Denis Terraz
Denis Terraz (né le 5 février 1958) est un athlète français, spécialiste de la marche athlétique.

## Carrière
Il est sacré champion de France du 50 km marche en 1987 à Bar-le-Duc. Il participe aux championnats du monde 1987 à Rome et se classe 24e du 50 km marche.
Son record personnel sur 50 km marche, établi le 28 mai 1989 à L'Hospitalet, est de 3 h 56 min 6 s.